# 巴扬冈莱瑟南冈
巴扬冈莱瑟南冈（法語：Bayenghem-lès-Seninghem，法語發音：[bajɑ̃ɡɑ̃ lɛ sənɛ̃ɡɑ̃]，意为“瑟南冈附近的巴扬冈”）是法国上法蘭西大區加来海峡省的一个市镇，属于圣奥梅尔区。

## 地理
巴扬冈莱瑟南冈（50°42'1"N, 2°4'36"E）面积3.33 平方千米，位于法国上法蘭西大區加来海峡省，该省份为法国北部沿海省份，西北濒北海，南至索姆省，东临北部省。
与巴扬冈莱瑟南冈接壤的市镇（或旧市镇、城区）包括：阿坎-韦斯特贝库尔、兰布尔、瑟南冈、阿夫兰格。

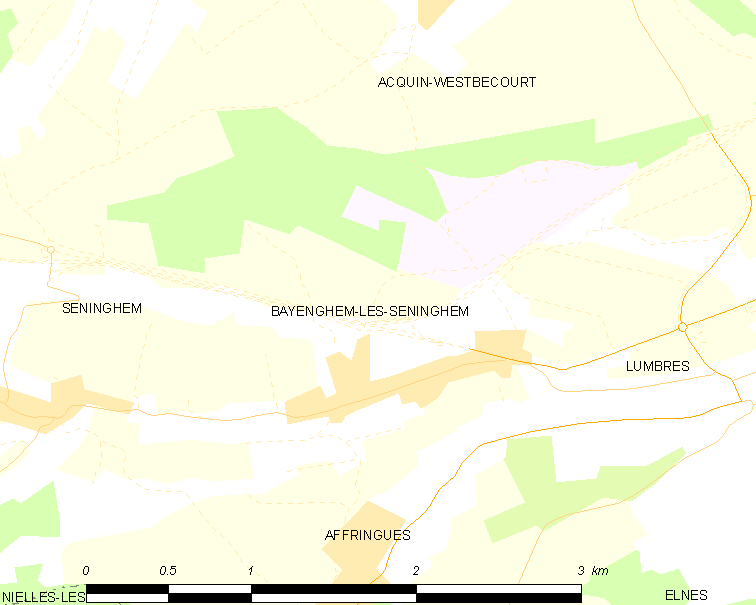
巴扬冈莱瑟南冈的OSM定位图

巴扬冈莱瑟南冈的时区为UTC+01:00、UTC+02:00（夏令时）。

## 行政
巴扬冈莱瑟南冈的邮政编码为62380，INSEE市镇编码为62088。

## 政治
巴扬冈莱瑟南冈所属的省级选区为兰布尔县。

## 人口

1962-2008年间巴扬冈莱瑟南冈人口变化图示

巴扬冈莱瑟南冈于2022年1月1日时的人口数量为345人。